# Alojz Kovšca
Alojz Kovšca (ur. 13 września 1965 w Čapljinie) – słoweński polityk, rzemieślnik i żołnierz, w latach 2017–2022 przewodniczący Rady Państwa.

## Życiorys
Urodził się jako drugie z czworga dzieci oficera Jugosłowiańskiej Armii Ludowej. Ukończył liceum wojskowe w Lublanie i następnie kształcił się na akademiach wojskowych w Belgradzie i Banja Luce, armię opuścił w 1988 krótko przed końcem nauki. Między 1988 a 1992 pracował jako programista. W 1991 brał udział jako ochotnik w wojnie o niepodległość Słowenii, za co został odznaczony srebrnym medalem „Medalja generala Maistra”. W 1996 na Uniwersytecie Lublańskim ukończył zaoczne studia politologiczne ze specjalizacją w zakresie obronności. Zdał również egzamin mistrzowski na zegarmistrza w Celje. Następnie pracował w Lublanie jako zegarmistrz, założył wraz z żoną przedsiębiorstwo zajmujące się złotnictwem i zegarmistrzostwem. Przez wiele lat działacz izby rzemieślniczej w stołecznej dzielnicy Bežigrad, został także jej przewodniczącym.
W 2007 po raz pierwszy wybrany do Rady Państwa jako reprezentant rzemieślników, w 2012 i 2017 uzyskiwał reelekcję na kolejne kadencje. W grudniu 2017 objął stanowisko przewodniczącego tej izby parlamentu, które zajmował do grudnia 2022. Został przewodniczącym partii Gospodarsko aktivna stranka (w wyborach w 2018 uzyskała ona 0,35% głosów). W 2021 został wiceprzewodniczącym ugrupowania Konkretno, które utworzyły GAS i SMC.
W 2024 został odznaczony Krzyżem Komandorskim Orderu Zasługi Rzeczypospolitej Polskiej.

## Życie prywatne
Jest żonaty, ma czworo dzieci.